# 中広
株式会社中広（ちゅうこう、英: CHUCO CO.,LTD.）は、岐阜県岐阜市と愛知県名古屋市に本社を置く日本の広告会社。
また、媒体社として自社ブランドの、ポスティング型フリーメディアである、ハッピーメディア®『地域みっちゃく生活情報誌®』を全国展開している。

## 概要
メディア事業
- フリーマガジン事業
  - フリーマガジン事業とはフリーペーパーを発展させて、雑誌形態としたもの。
  - フリーペーパー、フリーマガジン事業の案内サイト、ハッピーメディアガイドの運営を行っている
  - 地域に根ざした生活情報を収集・編集して、フリーマガジン『地域みっちゃく生活情報誌®』を発行し無料で各家庭に配布している。
  - 園児からママへ届く、ママによるママのためのフリーマガジン『ままここっと®』を群馬県・岐阜県にて発行
- クロスメディア事業
  - 地元で使えるおトクなクーポンや地域の生活情報サイト＆アプリ 「フリモ」の運営
  - インターネット通販の「わくわく生活」他の実施
- イベントセミナー事業
  - 教育研修・講演会・コンサート・シンポジウム・セミナーなど各種イベントの企画運営、各種広報・PRの実施

セールスプロモーション事業
- 広告戦略･広告計画･販売促進の立案
- テレビ･ラジオ･新聞･雑誌･各種印刷物･屋外広告等の広告媒体取扱
- 広告制作及びセールスプロモーション等の実施
- HP制作､モバイル広告･インターネット広告全般､SEM対策

## 沿革
- 1978年（昭和53年）5月 - 岐阜県岐阜市に広告代理業を事業目的とした株式会社中広（資本金20百万円）を設立。中日新聞社と広告の取扱いに関する契約締結
- 1983年（昭和58年） - 求人情報紙事業開始
- 1985年（昭和60年） - 旧本社社屋完成（岐阜県岐阜市）
- 1993年（平成5年） - イベント・セミナー事業開始
- 1994年（平成6年） - フリーマガジン事業開始（岐阜県/『かにさんくらぶ』創刊）
- 1996年（平成8年） - ITセンター完成（岐阜県大垣市）
- 1997年（平成9年） - 滋賀県進出
- 1998年（平成10年） - インターネット通販事業開始
- 2003年（平成15年） - 岐阜県/『Wao!Club』創刊
- 2006年（平成18年） - 三重県進出
- 2007年（平成19年）2月19日 - 名古屋証券取引所セントレックス上場
- 2008年（平成20年） - 「講演会インフォ」公式ウェブサイト開始。福井県進出
- 2009年（平成21年）4月 - 名古屋支社移転（名古屋市中村区自社ビルへ）
- 2010年（平成22年）2月 - モバイル事業『フリモ』開始 。CLIP（Chuco Ladies Innovation Project）始動。愛知県進出
- 2012年（平成24年）12月5日 - 名古屋証券取引所第2部に市場変更。本社移転（岐阜県岐阜市、現住所へ）。全国展開開始（VC）。福岡県・山梨県・兵庫県・和歌山県進出
- 2013年（平成25年）4月1日 - 株式会社エルアドを子会社化[2]。 イベント・セミナー事業全国展開開始（VC）。山形県・茨城県・鳥取県進出
- 2014年（平成26年）12月22日 - 東京証券取引所第2部に新規上場 -スマホアプリ「フリモAR」開始。栃木県・宮城県・新潟県・群馬県・大阪府進出
- 2015年（平成27年）12月22日 - 東京証券取引所一部上場 。女性向けイベント「美フェス」開催。北海道・埼玉県・佐賀県・香川県進出
- 2016年（平成28年）11月10日 - 女性活躍推進法認定「えるぼし」取得 -地域密着型子育て情報誌『ままここっと®』創刊 。株式会社エルアドを吸収合併。高知県・福島県・長野県進出
- 2017年（平成29年）5月22日 - 次世代育成支援対策推進法に基づく認定「くるみん」取得。東京都・愛媛県・静岡県・千葉県・宮崎県・奈良県進出
- 2018年（平成30年） - 創立40周年。ファミリー向けイベント「ままここランド」開始。YouTube「HAPPYMEDIAちゃんねる」開局。大分県進出
- 2019年（平成31年・令和元年） - グループ会社「株式会社アド通信社西部本社」設立
- 2020年（令和2年） - 名古屋本社設置（二本社制）。沖縄県進出。岐阜市・笠松町とシティ・タウンプロモーションの 推進に関する連携協定締結
- 2021年（令和3年） - 多治見市とシティプロモーションの 推進に関する連携協定締結
- 2022年（令和4年） - 株式会社Success Holdersのメディア事業を取得し株式会社中広メディアソリューションズを設立。株式会社ケイ・クリエイト／株式会社ケイピーエス グループ化。クーポンアプリ「フリモ」開始
- 2023年（令和５年）ｰ株式会社関西ぱど　グループ化。児童虐待防止運動の一環で＃にっぽんオレンジシンボル運動を開始。
- 2024年（令和６年）ｰ広島県・秋田県・千葉県・岩手県進出。児童虐待防止運動が文部科学省とこども家庭庁の後援活動に。

## 発行している生活情報誌
全国でハッピーメディア®『地域みっちゃく生活情報誌®』というブランドの各戸配布型フリーマガジンを発行している。
中広直営の他、全国各地域の印刷・広告制作販売企業とボランタリー・チェーン契約を結んで全国展開を図っている。加盟企業は、中広が構築する、企画・編集・営業・運営・全国ネットワークの経営パッケージの提供を受けつつ、各地域の独自性を持った生活情報誌を発行している。
全国34都道府県 180誌13,452,941部（2025年3月発行号分に基づく）
発行状況の最新　▶　https://chuco.co.jp/information-magazine/
|  |  |